# 메디치가

메디치가의 문장

메디치가(이탈리아어: Medici)는 13세기부터 17세기까지 피렌체에서 강력한 영향력이 있었던 귀족 가문이다. 메디치가는 세 명의 교황(레오 10세, 클레멘스 7세, 레오 11세)과 피렌체의 통치자를 배출하였다. 메디치 가문 출신중에 가장 유명한 인사는 위대한 로렌초라 불리우기도 했던 로렌초 데 메디치로 르네상스 예술의 열렬한 후원자였다. 메디치 가문은 훗날 혼인을 통해 프랑스와 영국 왕실의 왕비를 배출하기도 하였다.
다른 귀족 가문들처럼 그들도 통치가문이 되어 피렌체 정부를 지배하였다. 메디치 가문은 자신들의 권력 아래 피렌체를 두었으며, 피렌체를 예술과 인문주의가 융성한 국가로 만들었다. 그들은 밀라노의 비스콘티와 스포르차, 페라라의 에스테, 만토바의 곤차가 등 다른 도시국가들의 귀족 가문들처럼  이탈리아 르네상스의 탄생과 발전을 이끌어내는 큰 역할을 하였다.
또한, 한때는 유럽에서 가장 부유한 은행 10 여개를 유럽전역에 걸쳐 소유한 가문으로 유명하기도 했다.

## 역사

### 가문의 유래와 성장
메디치 가문은 피렌체 북쪽의 농업 지방인 무겔로에 왔다고 하며, 처음으로 기록된 것은 1230년대 문헌에서였다. 메디치가의 이름은 '약사(藥師)'를 의미하는 '메디코'에서 유래했으며, 문장은 성 토마스 근처 탑의 문에 붙여져 있던 정제(錠劑)를 나타내는 일곱 개의 황금 구형에서 유래한다. 약업(藥業)으로 재산을 모은 다음 금융업으로 발전했던 가문인 만큼 독약 분야는 메디치 가문의 장기였다. 14세기 초, 메디치 일족들은 특히 프랑스와 스페인과 더불어 모직물 교역의 걸출한 집단으로 자랐다.
도시 정부 시설에서 일부 메디치 사람들이 참석했음에도 아직 알비치나 스트로치와 같은 저명한 가문들보다 중요성이 떨어졌다. 살베스트로 데 메디치라는 사람은 치옴피의 난 동안 모직물 제작자 조합의 의장직을 맡았으며, 1396년 안토니오라는 사람은 사형을 선고받았다. 1400년에 메디치 일가는 또 다른 음모와 연루되어 두 명만 제외하고 20년 동안 피렌체의 정치에서 추방되었다. 이 둘 중의 한 사람인 아베라르도(비치) 데 메디치는 나중에 메디치 왕조 시대를 연 장본인이다.
아베라르도의 아들 조반니 디 비치는 메디치 은행을 설립하여 가문의 재산을 늘렸으며, 도시에서 가장 부유한 사람 가운데 한 명이 되었다. 비록 얼마간의 정치적 부담을 안고 있었지만, 그는 가문의 강력한 지지를 받았다. 조반니 디 비치 이후 메디치가의 계통은 둘로 나뉜다. 조반니 디 비치의 장자 국부 코시모(Cosimo de' Medici 'Pater Patriae') 계통과 조반니 디 비치의 차남인 대 로렌초(Lorenzo di Cosimo de'Medici)의 계통이다.
1434년 조반니 디 비치의 장남인 코시모 데 메디치가 그란 마에스트로(비공식적인 국가원수)의 자리를 인계받았으며, 피렌체 공화국의 실권자가 되었다. 가문의 장자 계통(국부 코시모의 계통)은 1537년 피렌체의 초대 공작 알레산드로 데 메디치의 암살 때까지 군림하였다. 수 세기 동안의 긴 통치는 민란으로 국외추방을 당한 두 번(1494년-1512년, 1527년-1530년) 중단된 적이 있다. 권력은 차남 계통(대 로렌초의 계통)에게 넘어갔는데, 그의 증손자이며 초대 토스카나 대공인 코시모 1세와 함께 시작되었다. 메디치 가문의 권력 상승은 연대기 베네데토 데이(Benedetto Dei)에 상세히 기록되어 있다.

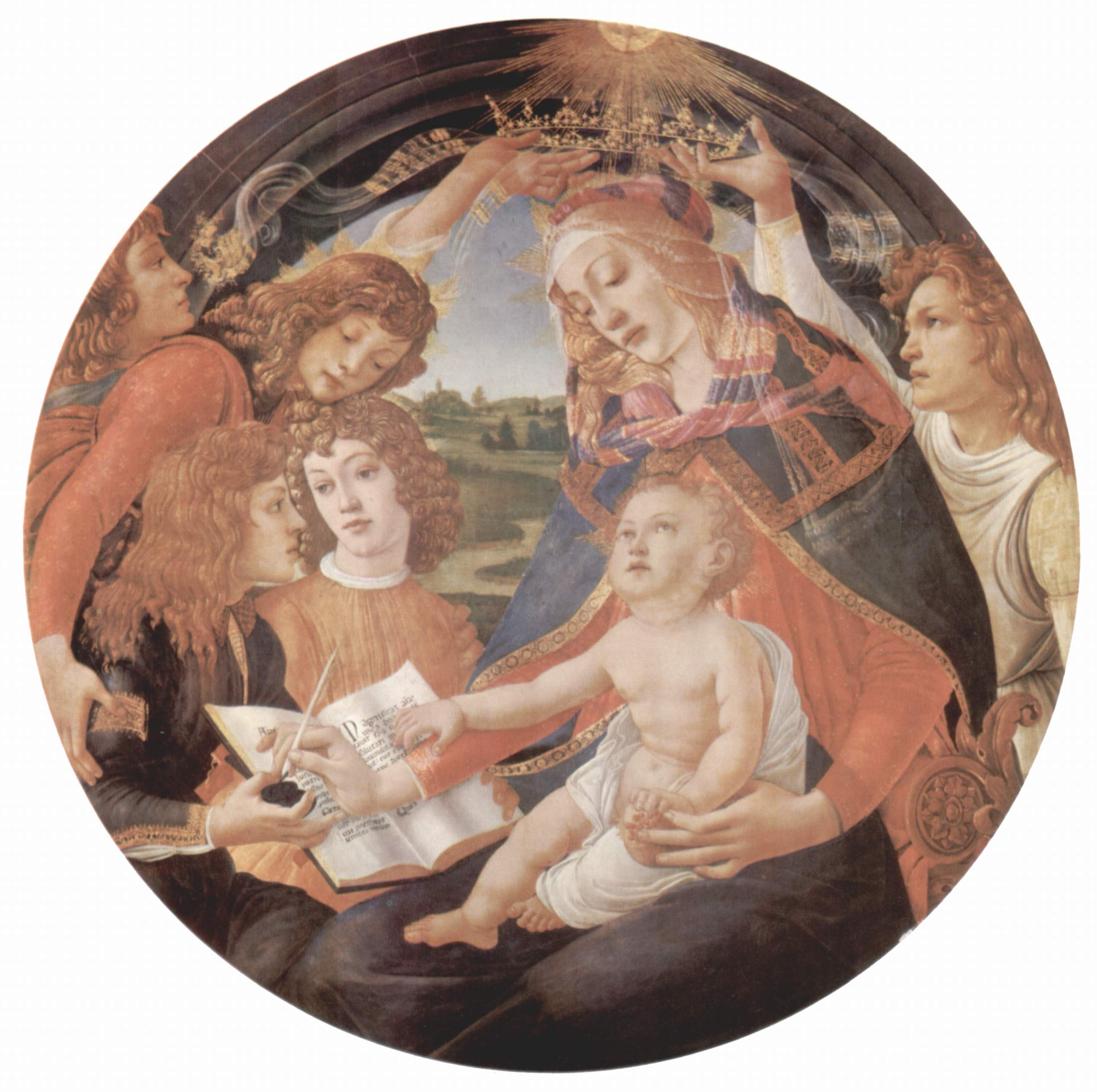
피에로 데 메디치의 가족을 그려넣은 산드로 보티첼리의 마니피캇의 성모.

코시모와 그의 아버지는 은행업과 제조업에 기반을 둔 가문의 재산으로 예술과 문화, 교회를 후원하기 시작하면서 세대에 걸친 출세 기반을 확실하게 잡았다. 아무튼, 피렌체 시민들의 절반은 메디치 가문의 경영 지점에 고용되어 일했을 것으로 추정된다.

### 금융에서의 업적
메디치 은행은 유럽을 통틀어서 가장 부유하고 훌륭한 은행이었다. 그 덕분에 한동안 메디치 가문은 유럽에서 가장 유복한 가문으로 평가받기도 하였다. 이를 토대로 메디치가는 피렌체에서 정치적 영향력을 획득하였으며, 이 영향력은 나중에 이탈리아 전역과 유럽에까지 확대되었다. 회계 전문직에서의 그들은 신용과 차변을 추적하기 위한 복식부기 체제의 개선이라는 중요한 공헌을 하였다. 이 체제는 피렌체의 메디치 가문을 위해 일하는 회계사들에 의해 처음으로 사용되었다.

### 15세기

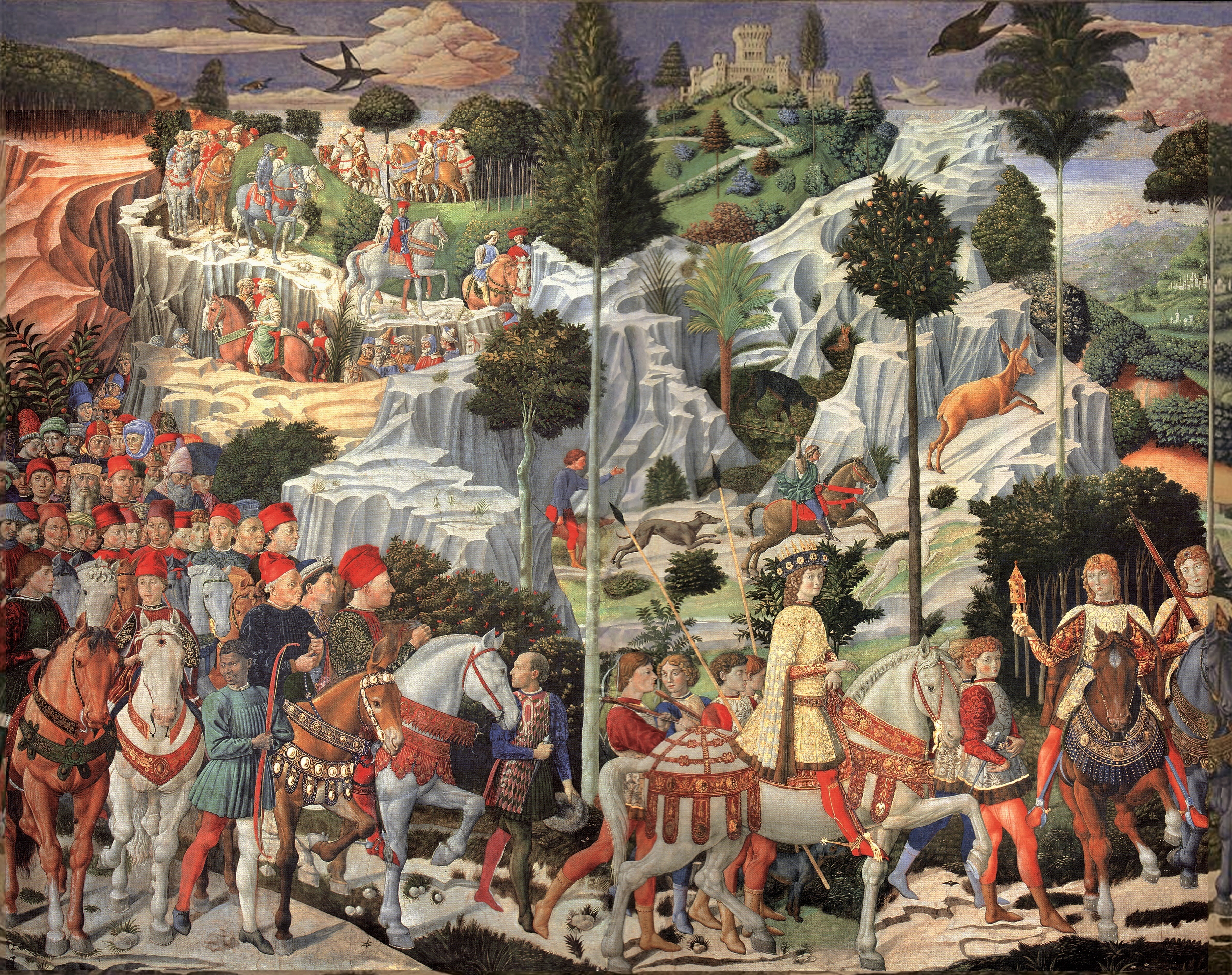
메디치 가문 주요 인물을 곳곳에 그려 놓은 동방 박사들의 행렬, 베노초 고촐리, 프레스코, 1459년경.

#### 피에로 데 메디치
국부 코시모의 아들 피에로 디 코시모 데 메디치는 겨우 5년(1464-1469) 동안 정권을 잡았다. 그는 어릴 때부터 통풍을 앓고 있어 '통풍병자 피에로(Piero il Gotosso)'라고 불렸으며, 통풍이 악화되어 사망했다. 그는 자기 아버지의 예술 후원 사업에 별로 흥미를 갖지 않았다. 병에 걸린 그는 집권기 동안 시간 대부분을 자택에서 보냈으며, 그 결과 피렌체에 대한 메디치의 지배력은 점차 약해져 갔다. 그와 같이 메디치의 통치는 그의 아들 로렌초가 물려받을 때까지 정체되어 있었다.

#### 로렌초 데 메디치
로렌초 데 메디치(1449-1492)에게는 도시를 이끌고 지배할 수 있는 능력이 있었다. 그래서 죽은 후에 그는 “위대한 로렌초”라는 칭호를 받게 된다. 또한, 그는 자기 아이들에게 엄청난 사랑과 관심을 쏟아부었다. 로렌초는 자신의 성공적인 도시경영을 계속 이어가게 하고자 아이들의 능력을 파악하고 그들의 미래와 직업을 설계하였다. 1478년 4월 26일 부활절에 피렌체 대성당에서 미사를 드리던 로렌초의 동생 줄리아노는 암살당한다. 로렌초는 죽은 줄리아노의 사생아 줄리오 데 메디치(1478-1535)를 자신의 아들로 입적한후 양육하였다. 줄리오는 나중에 교황 클레멘스 7세가 된다. 로렌초가 죽자 능력 없는 그의 아들 피에로 2세가 피렌체의 통치권을 물려받았는데, 피에로는 1494년에서 1512년 동안 메디치가 피렌체에서 추방당하게 한 장본인이었다.

#### 파치 음모 사건
파치 음모 사건은 파치 가문이 주도하여 피렌체의 통치자로 군림하던 메디치 가문을 전복시키고 정권을 잡기 위해 벌인 사건이다. 1478년 4월 26일 피렌체 대성당에서 미사를 들이고 있는 메디치 가문의 형제 2명에 대한 살해를 감행하였다. 형 로렌초는 부상을 입었지만 탈출에 성공하여 살아남았으나 동생 줄리아노는 그 자리에서 즉사하였다. 암살과 동시에 프렌체스코 살비아티가 페루자에서 데려온 용병들을 이용해 시뇨리아 궁으로 쳐들어가서 정부를 전복시키고 장악하려 했으나 이것마저 실패하고 말았다.
정권탈취를 위한 쿠테타는 실패로 끝났고 파치가문의 프란체스코를 포함한 주동자 5명등 공모자들의 대부분은 곧 체포되어 성난 군중에 의해 그 자리에서 죽임을 당하였다. 파치 가문의 수장인 야코포는 탈출에 성공했지만 곧 잡혀 송환된후 화형에 처해졌다. 파치 가문 일족들은 피렌체에서 추방당했고, 그들의 재산은 모두 몰수당하였다. 파치 가문의 명칭과 문장들은 영구적으로 사용금지 조치를 당했으며 가문 이름이 공공장소에서 지워졌다.
메디치 가문과 적대관계에 있던 교황 식스토 4세(재위 1471~84)는 이번 반란을 간접적으로 지원하였다. 재위기간 내내 교황령과 자기 가문의 권력 기반을 강화하는데 관심이 많았던 교황은 메디치 가문을 피렌체에서 몰아낸후 피렌체를 교황령에 포함시키려고 하였다. 주모자중에 한 사람인 프렌체스코 살비아티 추기경(피사 대주교)이 효수당하자 교황은 이에 격노하였고 피렌체 전체를 파문하고 피렌체와 1478년에서 1480년까지 2년간 전쟁을 벌이기도 했다.

#### 메디치 은행의 몰락
조반니 디 비치(1360–1429)가 창업한 메디치 은행은 성장을 거듭하였고 유럽 여러 국가에 지점을 개설하며 다국적 기업되었다. 이로써 은행업은 가문의 핵심사업이 되었다. 1429년 조반니가 사망할 당시 메디치는 유럽에서 가장 부유한 가문중 하나로 손꼽힐 정도였다. 제조업과 은행업으로 부를 축적한후 예술, 문화, 학문, 교회를 후원하며 명성을 얻기 시작했으며 점진적으로 정치적 영향력을 키워나가 피렌체를 다스리는 지배가문으로서 위상을 키워나갔다.
조반니 디비치의 증손자 로렌초 데 메디치(1449~92)대에 이르러서는 실로 가문의 황금기를 일구었다. 1478년에 교황령 연합군의 침공으로 벌어진 전쟁에서, 피렌체가 연패하며 국가존망의 위기에 처했는데, 이때 목숨을 걸고 홀홀단신 적진(나폴리)으로 들어가, 외교담판을 통해 국가를 위기에서 구해냄으로 피렌체의 국민영웅이 되었다. 로렌초는 뛰어난 외교관이자 정치인으로 피렌체를 번영하도록 했으며 이탈리아 여러 국가들의 이해관계를 조정하여 평화를 이끌었다. 예술의 후원자이기도 했던 그는 미켈란젤로등 예술가를 후원해 이탈리아 르네상스의 절정기를 이끌기도 했다.
그러나 그는 무능한 경영인이었다. 기업활동과 금융에 대해 문외한이었고 금융계 수장이었지만 재무제표도 이해하지 못했다. 전문 경영인을 선정하여 운영을 위임하였을뿐 문화예술 후원과 정치활동에 지나치게 몰두하면서 사업에는 관심을 두지 않았다. 그 결과 은행들이 줄도산했는데 1472년 런던지점, 1478년 밀라노 지점, 1480년 브뤼제 지점, 1481년 베네치아 지점이 문을 닫았다. 은행들이 계속 도산하는데도 로렌초는 이를 막기위한 어떠한 노력도 하지 않았다. 지속적으로 엄청난 금액을 예술분야에 사용하였다.
증조부 조반니 디 비치로부터 물려받은 유럽 전역에 16개 은행중 15개가 도산했고 1492년에 로렌초가 사망할 당시에는 피렌체 본점만 남아있었다. 금고가 바닥나자 로렌초는 피렌체 정부의 공금에 손을 대기도 했다. 마지막 남아있던 피렌체 본점은 로렌초가 사망한 2년후인 1494년 도산했다. 가업인 은행업을 물려받은지 25년만에 완전히 파산한 것이다. 메디치 은행이 파산하자 피렌체의 르네상스도 쇠퇴하였고 예술인들은 하나둘씩 피렌체를 떠났다.
1472년 부도난 런던 지점은 잉글랜드 에드워드 4세에게 거액을 빌려주었다가 떼어먹히며 파산하였다. '국왕이나 귀족에게 돈을 빌려줄 때는 주의하라'는 선대의 가르침을 어긴탓이다. 잉글랜드가 양모수출을 금하자 가업의 하나인 모직물업이 어려워졌다. 잉글랜드산 양모를 수입하고자 에드워드 4세에게 접근하였는데 에드워드 4세는 양모거래를 조건으로 대출을 요구했다. 거절하지 못하고 응했다가 벌어진 일이다.

#### 추방당하는 메디치 가문
1494년 프랑스 국왕 샤를 8세(1470~1498)가 나폴리 정복을 목적으로 이탈리아 원정을 실시했다. 프랑스군이 10월에 피렌체를 침공하자 피에르 데 메디치는 제대로 싸워보지도 않고 굴욕적인 항복을 하였다. 이에 대해 사보나롤라가 시민들을 선동하여 봉기가 일어났고 메디치 가문을 국외로 추방하였다. 메디치 가문의 일원들은 해외를 떠돌아 다니면서 18년간 망명생활을 하였다. 피에로는 베네치아와 우르비노 등지로 피신다니다가 사고로 익사하였고, 조반니는 독일과 네덜란드, 프랑스 등지를 떠돌아다니다가 1500년에 로마로 귀국하여 성직자로 복무하였다.

### 16세기

#### 프라토 약탈과 통치권 회복
1508년 교황 율리오 2세가 주도하여 벌어진 캉브레 동맹전쟁(1508~1516)은 장기화 되면서 전쟁상황이 매우 복잡한 양상을 띠며 전개되었다. 전쟁초기에 손쉽게 목적이 달성되자 각국은 이해관계에 따라 배신과 역동맹을 재결성하는 일이 번복되며 전쟁이 이어졌다. 전쟁 초기에 개전의 본래 목적이였던 베네치아의 세력을 약화시키는것은 성공적이였다. 그러나 전쟁을 치루는 동안에 이탈리아에서 동맹국인 프랑스의 영향력이 커져갔다. 이를 경계한 교황은 1510년 베네치아와 새로운 동맹을 체결한후 북이탈리에서 프랑스 세력을 몰아내고자 하였다.
프랑스에 대해 성무정지 조치를 내리자 프랑스는 이에 반발하며 교황에 대한 순명거부와 율리오 2세의 조속한 폐위추진을 선언한다. 이를 위해 1511년 11월 피렌체가 통치하고 있는 피사에서 공의회를 소집하였다. 1494년 이후 프랑스의 우방으로 캉브레 동맹전쟁중에 애매한 중립을 고수하던 피렌체는 공의회 개최를 수용하였고 교황은 이런 결정을 내린 피렌체 공화정 수뇌부에 대해 분노하였다. 그리고 기회가 되면 응징할 것을 다짐한다.
서방교회 대분열사건(1378-1417)으로 빚어진 서유럽의 대혼란이 콘스탄츠 공의회에 의해 해결된뒤, 교황권보다 공의회의 결의와 권위가 우위에 있다는 '공의회 수위설'이 대세로 떠오르던 시대였다. 따라서 교황치고 공의회 개최를 좋아하는 이가 없던 만큼 교황 율리오 2세 역시 자신의 폐위를 목적으로 개최되는 피사 공의회를 교황권에 대한 도전으로 받아들이며 격노할수 밖에 없었다.
한편, 조반니 데 메디치 주기경(이하 조반니 추기경)은 교황으로부터 교황군 특사로 임명받으며 프랑스군을 상대로하는 라벤나 전투(1512년 4월)에 참전하였다. 승리한다면 군대를 이끌고 피렌체에 입성하여 피렌체의 통치권을 회복해도 좋다는 약속을 받아낸 후였다. 교황은 조반니 추기경에게 필승에 대한 강한동기를 부여하면서 동시에 1511년에 피사 공의회를 개최하여 자신을 분노케 만든 피렌체 공화정에 대한 복수를 하고자 했다. 조반니 추기경에게는 더 없이 좋은 기회였다. 18년만에 자신의 출신 가문인 메디치 가문이 피렌체의 통치권을 되찾을 수 있는 절호의 찬스였던 것이다.
그러나 라벤나 전투에서 스페인+교황령 연합군이 패배하면서 조반니 추기경은 프랑스군에 생포되었다. 다행스러운것은 전투에서 프랑스의 젊고 유능한 지휘관 가스통 드 푸아가 전사하며 프랑스군의 커다란 전력손실이 발생했다는 점이다. 그래서 이후 벌어진 전투에서 프랑스군이 패배한후 북이탈리아에서 퇴각할 수 밖에 없었다. 이때 프랑스로 끌려가던 조반니 추기경은 탈출에 성공하여 귀국할 수 있었다.
1512년 8월, 프랑스를 이탈리아에서 몰아내는데 성공한후 동맹국들이 만토바에 모여서 향후 이탈리아에 대한 문제를 논의하였다. 이때 피사 공의회를 개최하였던 피렌체에 대해 응징을 결의하였다. 교황은 비록 지난 4월 라벤나 전투에서 조반니 추기경(훗날 교황 레오 10세)이 패배를 하였으나 과거의 약속(피렌체에 대한 메디치가문의 통치권 회복)이 아직도 유효하다며 그를 교황군 특사로 임명한후 라몬 데 카르도나가 이끄는 스페인군과 함께 피렌체 정복을 명했다.
신성동맹군(교황령+스페인) 내부에서 이번 원정에 대해 반대하는 소리가 터져 나왔다. 우르비노 공작은 대포를 지원하지 않겠다고 하자 조반니 추기경이 대포를 직접 구입하여 보강하였다. 스페인군이 식량이 부족하다고 불평하자 그 비용을 지불하였다. 1512년 8월 하순에 신성동맹군은 볼로냐를 출발하여 피렌체 공화국의 영지인 프라토(Prato)에 도착하였다. 프라토는 수도 피렌체에서 북서쪽으로 약 16km 떨어진 도시로 피렌체의 관문이라고 할 수 있다. 이곳이 함락되면 반나절만에 신성동맹군이 피렌체에 들어닥쳐 타격을 가할 수 있는 곳이였다.
우선 조반니 추기경은 피렌체 정부에게 항복을 권했으나 피렌체 종신 총리(總理) 피에르 소데리니는 이를 거부했다. 프라토(Prato)에는 마키아벨리가 양성한 9,000명의 국민군이 지키고 있기에 6,000명 정도인 신성동맹 병력보다 숫적으로 우월하여 충분히 방어해낼수 있다고 판단하였기 때문이다. 또한 캉브레 동맹전쟁 기간내내 피렌체는 중립을 지키면서도 만일을 대비하여 성채등 요새를 보강하고 군사력을 키워왔기에 승산이 있어보였다. 그러나 막상 8월 29일에 전투가 벌어지자 창설된지 4년밖에 안되는 피렌체의 국민군은 전투경험이 너무 부족한 오합지졸이였고 노련한 신성동맹군의 용병들이 절대적으로 우세하다는 사실이 들어났다.
오후 6시경에 프라토는 함락되었고 광분한 스페인 용병들은 도시를 약탈하며 파괴,방화,강간에 몰두하였다. 지휘부가 통제할 수 없는 수준으로 용병들이 포악해지자 조반니 추기경(교황군 사령관)은 교회건물에 프라토 부녀자들을 도피시킨후 바리케이트를 치고 교황군을 동원하여 경비를 서며 부녀자들이 강간당하는 것을 막아야 할 정도였다. 학살수준에 사망자도 발생했는데 역사가들은 이때 프라토에서 최소 3,000명에서 6,000명 정도의 무고한 시민들이 학살 당했을것이라고 추정하고 있다.
이렇게 많은 사망자가 발생한 이유는 시민들이 교회가 안전할 것이라고 판단하여 교회로 피신했는데 오히려 이것이 집단 대량 학살이 발생할 수 있게 만들었다. 스페인군은 프라토를 점령한후 9월 19일에 그곳에서 퇴각하기까지 21일동안 무자비하게 약탈, 파괴, 강간을 자행했는데, 이런 만행을 저지른 목적은 수도 피렌체 시민들에게 공포심을 안겨주어 항복을 유도하기 위한 것이였다.
반나절 거리에 있는 프라토가 허망하게 함락당한후 잔인하게 약탈을 당했다는 소식이 전해지자 피렌체는 공포감에 휩싸여 있었다. 또한 피렌체의 시뇨리아 광장에서는 메디치 가(家) 지지자들이 정권퇴진을 요구하는 시위가 벌였다. 시위가 거칠어지던중 교황군 사령관인 조반니 추기경(훗날 교황 레오 10세)으로부터 항복을 종용하는 서신이 도착하자 피렌체의 수상인 소데리니는 망명에 대한 신변안전을 요구하였고 이것이 수용되자 사임을 한후 피렌체를 떠나 망명길에 올랐다. 9월 1일, 조반니 추기경(훗날 교황 레오 10세)은 교황 율리오 2세로부터 임영받은 교황특사의 자격으로 1,500명의 군인을 이끌고 피렌체에 입성하였다. 이로써 1494년에 메디치 가문이 피렌체에서 추방당한 이후 18년만에 다시 피렌체의 통치권을 회복하였다.

#### 가톨릭 교회에서의 활동
메디치 가문은 가톨릭 교회에서도 영향력을 끼쳐 16세기 유명한 두 명의 교황들(레오 10세, 클레멘스 7세)을 배출하였다. 메디치 가문의 가톨릭 교회에서의 영향력으로 로마와 피렌체 두 곳을 손에 넣어 이탈리아의 지배자로 살아남게 하였다. 그들 모두 예술을 후원하였지만, 신학분야에서는 마르틴 루터의 종교개혁 사상이 즉 복음주의가 퍼지는 것을 막지 못하였다. 또 다른 메디치 가문 출신의 교황으로는 알레산드로 오타비아노 데 메디치(레오 11세)가 있다.

#### 두번째 통치권 상실
메디치 가문 출신의 교황 클레멘스 7세가 1526년에 반 황제 방위동맹인 코냑동맹을 결성한후 황제 카를 5세의 세력을 이탈리아에서 축출하려고 코냑동맹전쟁을 일으킨다. 전쟁 초반에는 동맹군이 기세를 잡아나가는듯 했으나 이내 제국군의 반격에 맥을 못추게 된다. 1527년 5월 6일에 신성로마제국의 군대에 의해 교황이 있는 로마가 정복당하자 교황은 즉시 항복하였다. 교황이 패배하자 피렌체에서는 반란이 일어나 메디치 가문이 15년만에 다시 추방을 당하였다. 가문의 구심점이 되어온 교황의 힘이 약해졌기 때문이다.
1528년 나폴리 공성전에 프랑스가 패하며 전쟁은 황제의 승리로 끝났다. 교황은 1529년 바로셀로나에서 밀약을 체결하며 황제 카를 5세에게 메디치 가문의 피렌체 통치권을 회복시켜 달라고 요청하였고 카를 5세(1500~1558)가 이를 수용하였다. 1529년 10월부터 시작된 피렌체 공성전은 약 10개월간 진행되었고 승리한 제국군에 의해서 메디치 가문의 통치권은 회복되었다. 클레멘스 7세는 재종손자(再從孫子) 알레산드로 데 메디치를 그곳의 공작으로 임명하였다.

#### 메디치 가문 출신의 프랑스 왕비
카트린 드 메디시스(1519~89)는 로렌초 2세 데 메디치의 유일한 자녀로 태어나 메디치 가문의 합법적인 상속인이자 후계자가 된다. 그러나 불행히도 출생 직후 부모님을 모두 잃었다. 1527년 8살 되던해에 황제 카를 5세의 군대에 의해 로마가 점령당한후 이어진 피렌체 시민의 반란 그리고 피렌체 공성전등의 복잡한 정치적 상황 탓에 카트린은 여러 수녀원에서 난을 피하며 힘든 시간을 보냈다. 피렌체가 안정을 되찾자 재종조부(再從祖父)인 교황 클레멘스 7세는 1533년 카트린을 프랑스 국왕의 둘째 아들 앙리 왕자와 혼인을 성사시켰다. 왕세자 프랑수아가 사망하자 앙리 왕자가 1547년 국왕에 즉위하였고 카트린은 프랑스 왕비에 오르게 된다.
피렌체 최고의 명문가에서 성장하면서 익힌 이탈리아의 예술적인 감각과 에티켓, 요리 등은 당시 프랑스 궁중문화에 많은 영향을 끼쳤다. 카트린과 함께 프랑스로 간 이탈리아 요리사들에 의해 프랑스인들의 식탁에는 맛있는 요리가 올라갔고 식사예법등이 새로운 식문화가 전달되었다. 당시에 프랑스는 포크를 사용하지 않았고 과자라는 것도 없었다. 프랑스의 대표적인 고급과자로 알려져 있는 마카롱도 이탈리아가 원조이며 16세기에 카트린과 함께 레시피가 프랑스로 전달되었다.

#### 코시모 1세
16세기 메디치 일족 가운데 가장 우수한 풍채를 가진 사람은 코시모 1세였다. 무젤로로 물러갔다가 돌아온 그는 대부분의 피렌체 시민들이 싫어했던 맞수 시에나를 정복하고서 공화정을 붕괴시키고 토스카나 대공국을 창건하면서 토스카나 전 지역에 대한 패권을 잡게 된다.

## 메디치가의 가계도

### 상세
- 살베스트로 데 메디치 (1290년 출생)
  - 아베라르도 데 메디치 (1320년 출생)
    - 조반니 디 비치 데 메디치 (1360-1429)
      - 안토니오 (1398년 사망)
      - 다미아노 (1390년 사망)
      - 코시모 데 메디치 (1389-1464)
        - 피에로 디 코시모 데 메디치 (1416-1469), 피렌체 통치자
          - 비안카 데 메디치 (1445-1488) ∞ 굴리엘모 데 파치
            -  기타 16명

          - 난니나 데 메디치 (1448-1493) ∞ 베르나르도 루첼라이
            -  기타 4명

          - 로렌초 데 메디치 (1449-1492), 피렌체 통치자
            - 루크레치아 디 로렌초 데 메디치 (1470-1553) ∞ 야코포 살비아티
              - 기타 8명
              - 마리아 살비아티 ∞ 조반니 달레 반데 네레
              -  프란체스카 살비아티 ∞ 오타비아노 데 메디치
                -   교황 레오 11세 (1535-1605)

            - 피에로 데 메디치 (1471-1503), 피렌체 통치자
              - 로렌초 2세 데 메디치 (1492-1519), 우르비노 공작
                -  알레산드로 데 메디치 (1510-1537), 피렌체 공작
                  - 줄리오 디 알레산드로 데 메디치 (1533년 경 - 1600)
                    -  코시모 디 줄리오 데 메디치 (1550년 경 – 1630년 경)
                      -  안젤리카 데 메디치 (1609년 경 - 1636) ∞ 잠피에트로 알템프스

                  - 줄리아 데 메디치 (1535년 경 – 1588년 경)
                  -  포르치아 데 메디치 (1538년 경 - 1565)

                -  카테리나 데 메디치 (1519-1589) ∞  앙리 2세
                  -  기타 10명

              -  클라리체 데 메디치 (1493-1528) ∞ 필리포 스트로치
                -  기타 10명

            - 마달레나 디 로렌초 데 메디치 (1473-1528) ∞ 프란체스케토 키보

          -  기타 7명

        -  교황 레오 10세 (1475-1521)
        - 콘테시나 데 메디치 (1478-1515) ∞ 피에로 리돌피
          -  기타 5명

        -  줄리아노 데 메디치 (1478-1516), 느무르 공작
          -  이폴리토 데 메디치 (1511-1535)

      -  줄리아노 데 메디치 (1453-1478)
        -   교황 클레멘스 7세 (1478-1534)

    - 조반니 디 코시모 데 메디치 (1421-1463)
      -  코시미노 (1454년 경 – 1459년 경)

    -  카를로 데 메디치 (1428/1430-1492)

  -  로렌초 일 베키오 (1395년 경 -1440)
    -  피에르프란체스코 데 메디치 일 베키오 (1430-1476)
      - 로렌초 일 포폴라노 (1463-1503)
        - 피에르프란체스코 데 메디치 (1487-1525)
          - 라우도미아 데 메디치 (1510년 경 -1558) ∞ 알라만노 살비아티, 이후 피에로 스트로치
            -  적어도 자식 한명

          - 로렌치노 데 메디치 (1514-1548)
          - 줄리아노 디 피에르프란체스코 데 메디치 (1520-1588), 알비 대주교
          -  마달레나 디 피에르프란체스코 데 메디치 (1583년 사망) ∞ 로베르토 스트로치
            -  기타 8명

        - 아베라르도 (1488-1495)
        - 라우도미아 데 메디치 ∞ 프란체스코 살비아티
        - 지네브라 데 메디치 ∞ 조반니 델리 알비치
          -  기타 4명

        -  비첸초

      -  조반니 일 포폴라노 (1467-1498)
        -  조반니 달레 반데 네레 (1498-1526)
          -   코시모 1세 데 메디치 (1519-1574), 토스카나 대공
            - 비아 데 메디치 (1537-1542)
            -  프란체스코 1세 데 메디치 (1541-1587), 토스카나 대공
              - 엘레오노라 데 메디치 (1567-1611) ∞ 빈첸초 1세 곤차가, 만토바 공작
                -  기타 6명

              - 로몰라 (1568-1568)
              - 안나 데 메디치 (1569-1584)
              - 이사벨라 (1571-1572)
              - 루크레치아 (1572-1574)
              - 마리아 데 메디치 (1575-1642) ∞  앙리 4세
                -  기타 6명

              - 안토니오 (1576-1621)
              -  필리포 데 메디치 (1577-1582)

            - 이사벨라 데 메디치 (1542-1576) ∞ 파올로 조르다노 1세 오르시니
            -  조반니 데 메디치 (1543-1562), 추기경
            - 루크레치아 디 코시모 1세 데 메디치 (1545-1562) ∞ 알폰소 2세 데스테
            -  페르디난도 1세 데 메디치 (1549-1609), 토스카나 대공
              -  코시모 2세 데 메디치 (1590-1621), 토스카나 대공
                - 마리아 크리스티나 (1609-1632)
                -  페르디난도 2세 데 메디치 (1610-1670), 토스카나 대공
                  -  코시모 3세 데 메디치 (1642-1723), 토스카나 대공
                    - 페르디난도 데 메디치 (1663-1713)
                    - 안나 마리아 루이자 데 메디치 (1667-1743) ∞ 요한 빌헬름 (팔츠)
                    -   잔 가스토네 데 메디치 (1671-1737), 토스카나 대공

                  -   프란체스코 마리아 데 메디치 (1660-1711), 추기경

                -  잔 카를로 데 메디치 (1611-1663), 추기경
                - 마르게리타 데 메디치 (1612-1679) ∞ 오도아르도 1세 파르네제
                - 마티아스 데 메디치 (1613-1667), 시에나 총독
                - 프란체스코 (1614-1634)
                - 안나 데 메디치 (1616-1676) ∞ 페르디난트 카를 (티롤)
                -   레오폴도 데 메디치 (1617-1675), 추기경

              - 엘레오노라 (1591-1617)
              - 카테리나 디 페르디난도 데 메디치 (1593-1629) ∞ 페르디난도 곤자가
              - 프란체스코 (1594-1614)
              - 카를로 디 페르디난도 데 메디치 (1595-1666)
              - 필리포 (1598-1662)
              - 마리아 마달레나 (1600-1633)
              -  클라우디아 데 메디치 (1604-1648) ∞ 페데리코 우발도 델라 로베레, 이후 레오폴트 5세 (티롤)

            - 피에트로 데 메디치 (1554-1604)
            -  비르지니아 데 메디치 (1568-1615) ∞ 체사레 데스테
              -  기타 10명

## 유명한 인물
- 살베스트로 데 메디치 (1331–1388), 비정규직 섬유노동자들의 계급투쟁인 치옴피의 난을 진압하여 피렌체의 절대 권력자로 등극.
- 조반니 디 비치 데 메디치 (1360–1429), 메디치 은행의 창업주로 메디치 가문의 경제적 부흥을 이루었다
- 코시모 데 메디치 (1389–1464), 메디치 왕조의 개조
- 로렌초 데 메디치 (1449–1492), 르네상스 황금기 동안의 피렌체 군주
- 조반니 데 메디치 (1475–1523), 교황 레오 10세
- 줄리오 데 메디치 (1478–1534), 교황 클레멘스 7세
- 조반니 델레 반데 네레 (1498–1526), 용병대장(메디치 가문이 배출한 유일한 군인)[20], 어머니는 카테리나 스포르차, 토스카나 대공 코시모 1세의 아버지,
- 코시모 1세 데 메디치 (1519–1574), 토스카나 대공, 방계가문 출신으로 메디치 가문의 재 도약을 선도함.
- 카테리나 데 메디치 (1519–1589), 프랑스 앙리 2세의 왕비
- 알레산드로 오타비아노 데 메디치 (1535–1605), 교황 레오 11세
- 마리 드 메디시스 (1575–1642), 프랑스의 왕비이자 섭정
- 안나 마리아 루이자 데 메디치 (1667–1743) 메디치 가문의 마지막 일족